# Râul Slatina, Timiș (Slatina-Timiș)
Râul Slatina este un curs de apă afluent al râului Timiș.